# Landdagverkiezingen SBZ 1946
De Landdagverkiezingen in de Sovjet-bezettingszone in Duitsland op 20 oktober 1946 waren de laatste enigszins vrije algemene verkiezingen op het gebied van de latere DDR tot 1990.
Bij deze verkiezingen werd de Sozialistische Einheitspartei Deutschlands (SED), die in april 1946 was ontstaan door de gedwongen samenvoeging van de Sozialdemokratische Partei Deutschlands (SPD) met de Kommunistische Partei Deutschlands (KPD), de sterkste partij, hoewel de SED slechts in één deelstaat de absolute meerderheid kreeg. Aan de verkiezing namen de volgende partijen deel:
- de SED
- Christlich-Demokratische Union Deutschlands (CDU(D)), die destijds een "christelijk socialisme" propageerde
- de burgerlijk-liberale Liberaldemokratische Partei Deutschlands (LDP(D))
- de Vereinigung der gegenseitigen Bauernhilfe (VdgB), een satellietorganisatie van de SED.

De uitslag van de verkiezingen werd door de SED en de Sovjet-bezettingsmacht met teleurstelling ontvangen. Na deze verkiezingen werd het kiesrecht gewijzigd en werden in het vervolg Eenheidslijsten opgesteld. Bij de Landdagverkiezingen van 1950 werd op deze manier gestemd.

## Omstandigheden

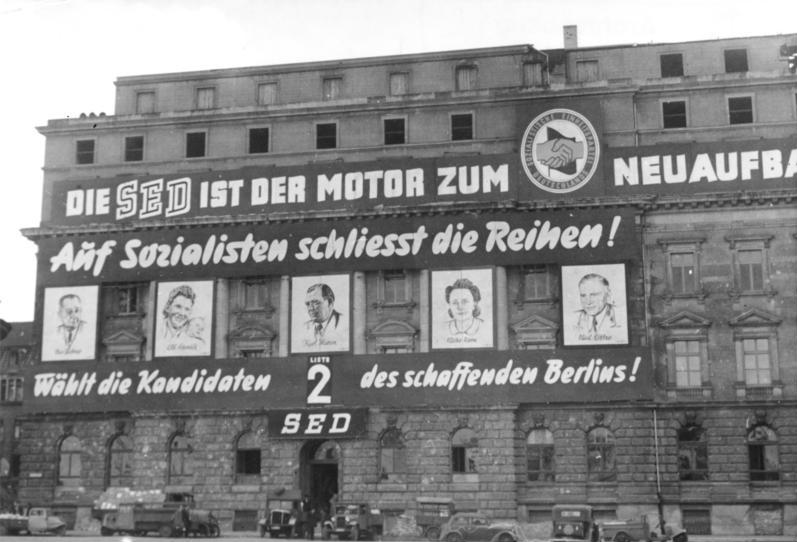
Verkiezingspropaganda van de der SED

De Landdagverkiezingen van 1946 waren op zichzelf vrij en geheim, maar de uitkomsten werden beïnvloed door maatregelen van de Sovjet-autoriteiten. Het belangrijkste punt was dat de SPD niet aan de verkiezingen mocht deelnemen na de gedwongen fusie met de KPD. De gelijktijdig plaatsvindende verkiezingen voor het stadsparlement van Berlijn toonden aan, "dat de SED bij werkelijk vrije verkiezingen geen kans de nagestreefde hegmonie te bereiken."
De CDU en de LDPD konden weliswaar deelnemen, maar de basis van de partij was verzwakt door de vertraagde toelating van plaatselijke en districts-organisaties. De leider van de Censuur- en Propagandaafdeling van de SMAD, Sergej Iwanovitj Tjoelpanov, schreef in een geheime aanwijzing de regionale organisaties van de SMAD voor "de oprichting van burgerlijke politieke organisaties formeel niet te verbieden". Daarentegen moesten "diverse formele aanleidingen" gevonden worden, "om ... hun aantal beperkt te houden". Slechts in 20 % van de gemeenten konden de CDU en de LDPD deelnemen aan de gemeenteraadsverkiezingen, terwijl de SED overal toegelaten was. Ook bij de toewijziging van papier en drukcapaciteit werden de burgerlijke partijen duidelijk benadeeld.

## Verkiezingsuitslagen per deelstaat
|                   |                   | Mecklenburg- Voor-Pommeren | Brandenburg | Saksen- Anhalt | Saksen    | Thüringen | Totaal     |
| ----------------- | ----------------- | -------------------------- | ----------- | -------------- | --------- | --------- | ---------- |
| Kiesgerechtigden  | Kiesgerechtigden  | 1.308.727                  | 1.655.980   | 2.700.633      | 3.803.416 | 1.986.081 | 11.454.837 |
| Opkomst           | Opkomst           | 1.178.211                  | 1.515.987   | 2.473.184      | 3.518.108 | 1.737.786 | 10.423.276 |
| Opkomst           | Opkomst           | 90,0%                      | 91,5%       | 91,6%          | 92,5%     | 87,5%     | 91,0%      |
| Ongeldige stemmen | Ongeldige stemmen | 64.463                     | 69.168      | 142.673        | 227.113   | 75.927    | 579.344    |
| SED               | Stemmen           | 551.594                    | 634.787     | 1.068.703      | 1.616.068 | 818.967   | 4.690.119  |
| SED               | Percentage        | 49,5%                      | 43,9%       | 45,8%          | 49,1%     | 49,3%     | 47,5%      |
| SED               | Zetels            | 45                         | 44          | 51             | 59        | 50        | 249        |
| LDP               | Stemmen           | 138.662                    | 298.607     | 696.669        | 813.224   | 472.959   | 2.420.121  |
| LDP               | Percentage        | 12,5%                      | 20,6%       | 29,9%          | 24,7%     | 28,5%     | 24,6%      |
| LDP               | Zetels            | 11                         | 20          | 32             | 30        | 28        | 121        |
| CDU               | Stemmen           | 379.829                    | 442.634     | 507.765        | 766.859   | 314.742   | 2.411.829  |
| CDU               | Percentage        | 34,1%                      | 30,6%       | 21,8%          | 23,3%     | 18,9%     | 24,5%      |
| CDU               | Zetels            | 31                         | 31          | 24             | 28        | 19        | 133        |
| VdgB              | Stemmen           | 43.663                     | 70.791      | 57.374         | 57.356    | 55.191    | 284.375    |
| VdgB              | Percentage        | 3,9%                       | 4,9%        | 2,5%           | 1,7%      | 3,3%      | 2,9%       |
| VdgB              | Zetels            | 3                          | 5           | 2              | 2         | 3         | 15         |
| Vrouwencomités    | Stimmen           | -                          | -           | -              | 18.340    | -         | 18.340     |
| Vrouwencomités    | Percentage        | -                          | -           | -              | 0,6%      | -         | 0,2%       |
| Vrouwencomités    | Zetels            | -                          | -           | -              | 0         | -         | 0          |
| Kulturbund        | Stemmen           | -                          | -           | -              | 19.149    | -         | 19.149     |
| Kulturbund        | Percentage        | -                          | -           | -              | 0,6%      | -         | 0,2%       |
| Kulturbund        | Zetels            | -                          | -           | -              | 1         | -         | 1          |